# Havelt
Havelt (Veghels dialect: Haovelt) is een buurtschap  in de Noord-Brabantse gemeente Meierijstad. De naam van de buurtschap is een samenstelling van veld 'veld' en hane, waarschijnlijk de vogelnaam haan 'Korhaan'.

## Ligging
De buurtschap Havelt is gelegen ten zuiden van de kern Veghel. Het gehucht heeft het karakter van een beekdalnederzetting op de overgang van droge akkergrond naar de laaggelegen weidegronden in het beekdal van de Aa. Aan de zijde van het Aadal lagen vroeger vennen en plassen, zoals het bij het Havelt gelegen Snelleven. Deze zijn in later periode (o.a. bij ruilverkaveling) verdwenen. Ook het vrij sterk aanwezige reliëf van de steilrand van het Aadal en van de ter plaatse gelegen typisch Meierijse bolle akkercomplexen is hierbij verdwenen.

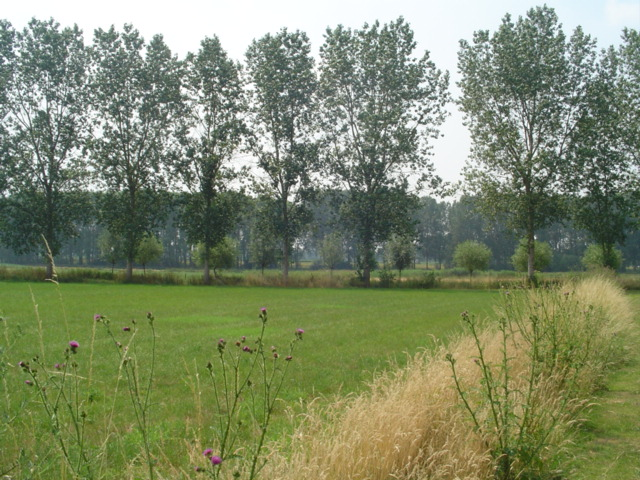
Populierenlandschap in het Aadal
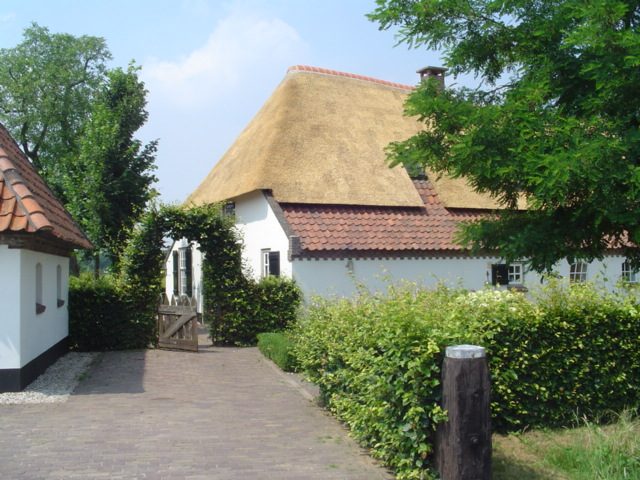
Boerderij aan de Langsteeg
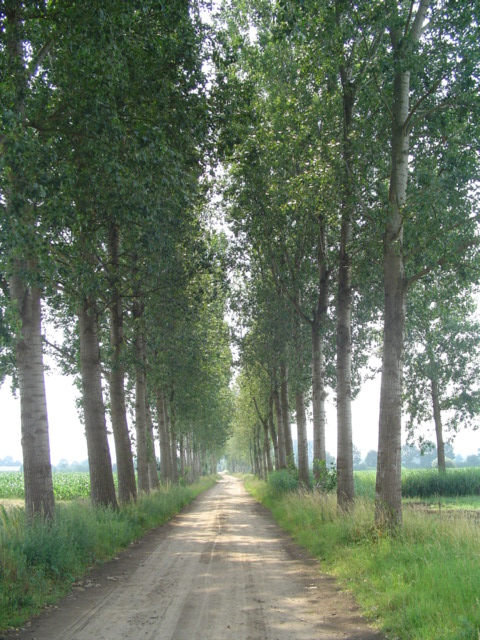
Populieren aan de Langsteeg

## Geschiedenis

### Een oude nederzetting
Havelt is een zeer oude buurtschap. Dat de bewoning van het Havelt al ouder is, bewijzen archeologische vondsten uit de Romeinse tijd. Bij het aanleggen van een nieuwe sloot werd een greppel met Romeinse vondsten aangesneden, waaronder fragmenten van vaatwerk.
De aanwezigheid van een uitgestrekt oud akkerlandschap heeft de archeologie in de afgelopen jaren geprikkeld om onderzoek te doen naar de aanwezigheid van oude vroeg middeleeuwse kernen in het gebied. Van Asseldonk (2010) en Huijbers (2010) wijzen beide op de grote waarschijnlijkheid dat de oudste kerk van Veghel in de buurt van de Scheifelaar stond. Hier staat het gebied bekend als Akert (een collectief van 'akker') waarmee men in het algemeen een groot landbouwcomplex nabij een nederzetting aanduidde. Ook lag vlakbij het in 1520 genoemde 'Alden kerkhof' en bevond zich ter plaatse van de huidige Mestbrug een oversteekplaats in de Aa. Bij de Mestbrug zijn in juni 2010 een flink aantal stenen funderingen opgegraven die wijzen op de voormalige aanwezigheid van een versterkt huis, een molen of een kerk. Ter plaatse lag bovendien de Laarakker, een groot perceel dat tot het oudste bezit van de Veghelse kerk gerekend kan worden. Van Asseldonk wijst op de inmiddels uit archeologisch onderzoek gebleken gebruikelijkheid om in de periode 1000-1200 nederzettingen te verplaatsen. Ook Huijbers suggesteert, dat de kerk én de nederzetting Veghel in de tiende eeuw naar de huidige ligging verplaatst zijn en dat ook de bebouwing van Havelt zich concentreerde rond haar huidige ligging.

### Havelt vanaf de Middeleeuwen
De benaming Havelt wordt voor het eerst vermeld in 1378 en is een verbastering van 'Haanvelt', een leengoed van de hertogen van Brabant. Dit leengoed lag aan de huidige Kruigenstraat en omvatte een groot aantal landerijen in het gebied. Een ander bekend goed op het Havelt was Ten Bogharde. Jan II van Brabant geeft in 1303 Gerlacus van den Bosch vrijheid van bede en heerdienst voor zijn hoevenaren op het goed Ten Bogharde. Naar de ligging van deze goederen, was er van oudsher aan het Havelt een straat genaamd De Bogaardstraat. Ook lagen ter hoogte van het Havelt verschillende tiendklampen, waaronder het Akart, Davelaar en de Tillaart.
Hoewel het Havelt tot de parochie Veghel behoorde, heeft er in oude tijden op het Havelt een kapel gestaan, gewijd aan de Heilige Abt Antonius. De Rooise koster Brok omschrijft in de 19e eeuw:
"Eensgelyks was er in de gehuchte Hasselt hier doorgaans Havelt genoemd, eene kapel, toegeweid aan den H.Abt Antonius."
Ook bezat de buurtschap een eigen schutboom, toegewijd aan een van de Veghelse gilden.

### Operatie Market Garden: een zwarte bladzijde
Met het begin van Operatie Market Garden in 1944, werd Veghel een van de landingsplaatsen voor de 101e Airborne Divisie vanwege zijn strategische ligging. Op 21 september proberen Duitse troepen Veghel vanuit het oosten en het zuidwesten te heroveren. Kampfgruppe Walther krijgt het bevel om vanuit Gemert via Erp de Corridor ten noorden van Veghel door te breken en vervolgens naar Schijndel op te rukken om contact te maken met de Duitse troepen in Midden-Brabant en zodoende de Geallieerde troepen bij Arnhem en Nijmegen af te snijden. Die ochtend rollen Duitse tanks door de buurtschap Havelt. Ze blijven steken aan de oostelijke rand van Veghel nabij de Corridor, waar hevige gevechten plaatsvinden aan Beukelaar en Hezelaar.
Wegens de gevechten, vlogen vele boerderijen in de buurtschap Havelt in brand, terwijl de bevolking de vlucht nam of bijeendook in kelders. De verwoesting tijdens de aanval op Veghel, is de reden dat er verschillende wederopbouwboerderijen aan het Havelt staan, waaronder het grote agrarisch complex Franciscushoeve. Aan de angstige septembermaand van 1944 herinnert een in 2010 onthuld kunstwerk aan de Erpseweg.

## Ontwikkelingen
Het Havelt valt binnen de uitbreidingsplannen van Veghels Buiten, die vanaf 2012 uitgevoerd zullen worden. Door het uitbreidingsplan Scheifelaar II komt het Havelt daarmee vast te liggen aan de kern Veghel.
Woonplaatsen: Erp · Schijndel · Sint-Oedenrode · Veghel

Dorpen: Boerdonk · Boskant · Eerde · Keldonk · Mariaheide · Nijnsel · Olland · Wijbosch · Zijtaart

Bedrijventerreinen: De Amert · De Dubbelen · Doornhoek · Oude Haven      Havengebied: Veghel-Haven

Buurtschappen: Achterste Hermalen · Beukelaar · Bolst · Borne · Bus · De Bus (Schijndel) · De Bus (Sint-Oedenrode) ·  De Haag · Dijk · Dorshout · Driehuizen · Eerschot · Elde · Everse · Ham · Havelt · Hazelberg · Hermalen · Het Schoor · Heuvel · Heuvelberg · Hoek · Hoeves · Hoogebiezen · Houterd · Hurkske · Jekschot · Kapeleind · De Kempkens · Kilsdonk · Koevering · Kraanmeer · Kremselen · Lagebiezen · De Laren · Lieseind · Looieind · Meijldoorn · Middegaal · Morsche Hoef · Mosbulten · Oetelaar · Rijkerbeek · Vernhout · Zondveld · Zwijnsbergen

Noord-Brabant: Steden en dorpen      Nederland: Provincies · Gemeenten